# Депре, Марсель
Марсель Депре (фр. Marcel Deprez; 29 декабря 1843, Айан-сюр-Мильрон, департамент Луаре — 13 октября 1918, Венсен) — французский инженер и физик, известный своими работами в области электротехники.

## Биография
В 1866 году Марсель Депре окончил Высшую горную школу (École des mines) в Париже. До 1872 года занимался механикой. Во время франко-прусской войны (1870—1871 годы) Депре создал прибор для определения скорости полёта снаряда в дуле орудия. В 1878 году разработал серию приборов для путевых динамометрических измерений.
Около 1880 года совместно с д’Арсонвалем совершенствует гальванометр с подвижной катушкой с проводником, намотанной на прямоугольную рамку и подвешенной между полюсами постоянного магнита. Измеряемый ток подводился к катушке по металлической ленте на которой она была подвешена, противодействующий момент создавался винтовой пружиной. В качестве указателя использовалось зеркало, закрепленное на катушке. Внутрь катушки помещён неподвижный цилиндр из мягкого железа, что обеспечило равномерное распределение магнитного потока для различных положений катушки. Благодаря этому отклонение рамки прямо пропорционально току в катушке и гальванометр Д’Арсонваля-Депре, в отличие от более ранних конструкций, имеет равномерную шкалу. Этот прибор послужил первым образцом магнитоэлектрического измерительного механизма.

### Передача электроэнергии на расстояние
Громадную известность принесли ему его опыты над передачей электрической энергии на расстояние.
В 1881 году на первом Международном конгрессе электриков в Париже во время Международной электрической выставки Депре сделал сообщение о возможности передачи и распределении электроэнергии на дальние расстояния.
В 1882 году по приглашению и при содействии Оскара Миллера построил опытную линию электропередачи для демонстрации на Мюнхенской электротехнической выставке. На этой линии Мисбах — Мюнхен длиной 57 км постоянный ток от генератора Грамма, приводимого в движение паровой машиной, напряжением от 1400 до 2000 В передавался по телеграфной проволоке, к аналогичному генератору, который выступал в качестве электродвигателя. В качестве нагрузки для двигателя, установленного в выставочном павильоне, выступал насос поднимавший воду на высоту нескольких метров, откуда она низвергалась в виде водопада. Мощность установки составляла около 1,5 кВт.
Основав затем в Париже «Société pour la transmission de force électrique», продолжал свои опыты.
Впоследствии Депре построил несколько линий электропередачи во Франции, из которых наибольшее значение имела линия постоянного тока Крей — Париж длиной 56 км и напряжением 5000—6000 В с КПД порядка 45 %. Достигнутые им результаты утратили актуальность с появлением линий переменного тока. Тем не менее, его опыты показали возможность практического выполнения этой столь важной для техники задачи.
Депре с успехом занимался и теорией динамо-машин. Особенно важны его заслуги по разработке кривой, применённой в теории динамо-машин впервые Гопкинсоном и названной Депре характеристикой.

### Вращающееся магнитное поле
В 1883 году французский физик Марсель Депре представил во Французскую академию наук теорему, доказывающую образование вращающего магнитного поля двумя токами одинаковой амплитуды, но сдвинутыми по фазе на 90 градусов (то есть двухфазным током). Эта работа не была замечена. Поэтому принцип создания вращающегося магнитного поля связывают с работами Галилео Феррариса (1847—1897) и серба Николы Теслы (1856—1943), которые независимо друг от друга повторно открыли это явление и создали на его основе первые двухфазные двигатели.
После 1885 года Депре вёл преподавательскую работу в высших учебных заведениях Франции.

## Признание
- В 1886 году избран в члены Французской академии наук.
- С 1890 года — профессор в «Консерватории искусств и ремёсел» в Париже.

## Публикации
- Электрическая передача работы на большое расстояние, «Электричество», 1881, № 15—16;
- О распределении электрических токов, там же, № 20;
- О гальванометре, показания которого пропорциональны силе тока, там же, 1884, № 24;
- О конструкции динамомашин для передачи работы на расстояние, там же, 1886, № 6.